# Nacaduba parma
Nacaduba parma är en fjärilsart som beskrevs av Waterhouse och Charles Lyell 1914. Nacaduba parma ingår i släktet Nacaduba och familjen juvelvingar. Inga underarter finns listade i Catalogue of Life.